# Abacetus laevigatus
Abacetus laevigatus là một loài bọ chân chạy thuộc phân họ Pterostichinae. Loài này được mô tả bởi Straneo năm 1960.